# 13 d'agost
El 13 d'agost és el dos-cents vint-i-cinquè dia de l'any del calendari gregorià i el dos-cents vint-i-sisè en els anys de traspàs. Queden 140 dies per finalitzar l'any.

## Esdeveniments
Països Catalans
- 1714 - Talamanca (el Bages): comença la batallà en què els miquelets, voluntaris, sometents i diversos regiments reglats de l'exèrcit austriacista català, sota el comandament d'Antoni Desvalls, Marquès del Poal, compost d'uns 2.000 homes, s'enfronta als filipistes (guerra de Successió), comandats pel Conde de Montemar, que disposen d'uns 3.500 -o més- efectius.
- 1801 - València: s'hi esdevé l'Avalot de Quintes.
- 1888 - Barcelona: Es crea la UGT, on se'n celebra el primer congrés.
- 1940
  - La Baule (la Bretanya): la Gestapo deté el president de la Generalitat de Catalunya, Lluís Companys.[1]
  - Elx: S'inaugura el Museu Arqueològic d'Elx.[2]

Resta del món
- 1521 - Tenochtitlan cau en mans dels conquistadors espanyols, i amb ella tot l'Imperi Asteca.
- 1553 – Ginebra: Miquel Servet és arrestat per Joan Calví per heretge.
- 1645 - Brömsebro: Se signa el Tractat de Brömsebro, que posa fi a la Guerra de Torstenson.[3]
- 1704 - Blenheim, Alemanya: els aliats, comandats per John Churchill obtenen una victòria decisiva en la batalla de Blenheim. Baviera s'haurà de retirar de la guerra.
- 1762 - L'Havana (Cuba): Victòria decisiva de l'exèrcit anglès a la Presa de l'Havana contra els espanyols.
- 1876 - Bayreuth: primera representació de Das Rheingold, el Pròleg de la Tetralogia Der Ring des Nibelunguen de Richard Wagner formant part de tot el cicle al Festspielhaus.
- 1920 - Varsòvia: Les tropes poloneses del Mariscal Władysław Sikorski derroten les soviètiques a Varsòvia durant el transcurs de la Guerra poloneso-soviètica, en el que es coneixerà com el Miracle del Vístula.
- 1960 - República Centreafricana: s'independitza de França.
- 1961 – Alemanya de l'Est comença a construir el mur de Berlín per evitar els intents de fugir creuant el teló d'acer.
- 1983 - Madrid: El Tribunal Constitucional d'Espanya declara inconstitucionals 14 dels 38 articles de la LOAPA, promulgada pel govern del PSOE.[4]

## Naixements
Països Catalans
- 1867 - Barcelona: Dolors Delhom, primera actriu catalana de finals del segle xix (m. 1912).
- 1888 - Barcelona: Joan Borrell i Nicolau, escultor català (m. 1951).
- 1901 - Barcelona: Maria del Carme Nicolau Massó, escriptora, periodista i traductora catalana (m. 1990).[5]
- 1910 - Palma: Isabel Bauzà Tomàs, Bel Rollet, personatge popular de Palma (m. 1973).[6]
- 1913 - Palma: Bartomeu Rosselló-Pòrcel, poeta i traductor mallorquí (m. 1938).[7]
- 1926 - Barcelona: Josep Sazatornil i Buendía (Saza), actor català de teatre i cinema.
- 1930: 
  - Barcelona: Albert Jané i Riera, escriptor i lingüista, director de la revista Cavall Fort.[8]
  - Valènciaː Rosa Gil del Bosque, guitarrista i compositora, primera catedràtica de guitarra del Conservatori de València.[9]
- 1951 - Barcelona: Lluís Miquel Santillana i Fraile, jugador de bàsquet català.
- 1952 - Ciutadella: Joan Francesc López Casasnovas, filòleg, poeta i polític menorquí (m. 2022).
- 1961 - Vilanova i la Geltrú: Toni Albà és un humorista, actor i director de cinema català.
- 1962 - Barcelona: Manuel Valls i Galfetti és un polític francès d'ascendència catalana i suïssa.
- 1965
  - Sabadell: Miquel Calçada i Olivella (Mikimoto), periodista català.
  - Els Hostalets de Balenyà, Osona: Carles Capdevila i Plandiura, periodista i guionista català, fundador del diari Ara (m. 2017).
- 1974 - Vila-real: José Benlloch Fernández, advocat i polític valencià.
- 1976 - Figueres: Cati Plana i Cerdà, etnomusicòloga, compositora i intèrpret d'acordió diatònic.[10]
- 1981 - Tordera: Valentí Sanjuan Gumbau, periodista, esportista i creador de continguts en línia.

Resta del món
- 1616, Trastevere: Plautilla Bricci, arquitecta, pintora i escultora italiana (m. 1705).[11]
- 1762, Marcourt: Anne-Josèphe Théroigne de Méricourt, política i feminista durant la Revolució francesa (m.1817).[12]
- 1784, San Benigno Canavese, Toríː Teresa Belloc-Giorgi, contralt italiana (m. 1855).[13]
- 1865, Xangai: Emma Eames, soprano estatunidenca (m. 1952).[14]
- 1866, Lhi Vialar, Regne d'Itàlia: Giovanni Agnelli, empresari i senador italià, fundador de la FIAT.
- 1870, San Francisco, Califòrnia: Julia Klumpke, va ser una violinista i compositora americana (m. 1961).[15]
- 1871, Leipzig, Imperi Alemany: Karl Liebknecht, socialista alemany, cofundador del Partit Comunista Alemany i de la publicació Die Rote Fahne, juntament amb Rosa Luxemburg (m. 1919).
- 1872, Karlsruhe, Imperi Alemany: Richard Willstätter, químic alemany, Premi Nobel de Química de l'any 1915 (m. 1942).[16]
- 1883, Pamplona: Rosa Oteiza, model del monument dels Furs de Navarra (m. 1970).[17]
- 1888, Helensburg, Escòcia: John Logie Baird, enginyer escocès, pioner de la televisió (m. 1946).
- 1898, Biarritz, França: Jean Borotra fou un tennista francès.
- 1899, Londres, Anglaterra: Sir Alfred Joseph Hitchcock va ser un director de cinema britànic.
- 1912, 
  - Torí, Regne d'Itàlia: Salvador Luria, metge, Premi Nobel de Medicina o Fisiologia de l'any 1969 (m. 1991).[18]
  - Zarautz, Espanya: Francisco Escudero García de Goizueta va ser un compositor basc.
- 1913, Ano Panaia, Pafos, Xipre: Mikhaïl Khristódulos Muskos, conegut com a Macari III en el seu càrrec eclesiàstic, fou un líder grecoxipriota, arquebisbe i primat de l'Església Ortodoxa de Xipre (m. 1977).[19]
- 1914, Irun, País Basc, Espanya: Mariano Eusebio González y García, conegut artísticament com a Luis Mariano fou un tenor basc.
- 1918, Gloucester, Anglaterra: Frederick Sanger, bioquímic anglès, Premi Nobel de Química de l'any 1958 i de 1980 conegut per dissenyar un mètode de replicació de l'ADN in vitro (m. 2013).[20]
- 1926, Mayarí, Holguín, Cuba: Fidel Castro, polític cubà, president del país (m. 2016).[19]
- 1943, Buenos Aires, Argentina: Estela Kersenbaum, pianista i pedagoga.[21]
- 1953, Montevideo, Uruguai: Carmen de Posadas Mañé, escriptora hispano-uruguaiana, resident a Espanya.[22]
- 1962, Madrid, Espanya: Gracia Querejeta, directora de cinema espanyola.[23]
- 1990, Nova Brunswick, Canadàː Lisa LeBlanc, cantautora que compon cançons en francés acadià i anglés canadenc.[24]
- 1996, Rosario (Argentina): Juan Cruz Komar, futbolista argentí que juga com a defensa

## Necrològiques
Països Catalans
- 1382 - Cuéllar, Regne de Castella: Elionor d'Aragó i de Sicília, princesa d'Aragó i reina consort de Castella (n. 1358).[25]
- 1868 - Valls, Alt Camp: Filomena Ferrer i Galzeran, religiosa i monja mínima, venerable per l'Església Catòlica (n. 1841).[26]
- 1876 - Tarragona: Bonaventura Bruguera i Codina, compositor i mestre de capella català (n. 1795).
- 1928 - Barcelona: Josep Pausas i Coll, arquitecte modernista català (n. 1872).
- 1936 - Reus, Baix Camp: Andreu Prats i Barrufet, sacerdot català i beat per l'Església Catòlica (n. 1886).
- 1947 - Madrid, Espanya: Francesc de Paula Vallet i Arnau, sacerdot barceloní, fundador dels Cooperadors Parroquials de Crist Rei (n. 1883).[27]
- 1997 - Barcelona: Regina Sáinz de la Maza Lasoli, destacada historiadora i medievalista catalana (n. 1945).[28]
- 2002 - Barcelona: Teresa Aubach i Guiu, historiadora i professora universitària catalana (n. 1930).[29]
- 2003:
  - Mataró, (el Maresme): Margarida Abril i Gonzàlez, sindicalista i política catalana (n. 1910).[30]
  - Barcelona: Josep Maria Carandell i Robusté, escriptor català (n. 1934).

- 2014 - Tarragona: Mercè Anglès, actriu i directora teatral catalana (n. 1961).[31]
- 2024:
  - Bilbao: Miquel Milà i Sagnier, dissenyador industrial i interiorista català (n. 1931).[32]
  - Palma: Guillem Rosselló, filòleg en semítiques i historiador mallorquí, expert en la Mallorca musulmana (n. 1932).

Resta del món
- 1826 - Quimper, França: René Laennec, metge i científic bretó, inventor de l'estetoscopi (n. 1781).
- 1863 - Charenton (Saint-Maurice, Val-de-Marne), França: Eugène Delacroix, pintor francès del moviment romàntic.[33]
- 1910 - Londres, Anglaterra: Florence Nightingale, pionera de la infermeria.[34]
- 1912 - París, França: Jules Massenet compositor francès de l'època romàntica sobretot conegut per les seves òperes (n. 1842).[35]
- 1913 - Trenton, Nova Jersey: Julie Hart Beers, pintora paisatgista estatunidenca (n. 1834).[36]
- 1927 - Londres: Marianne Stokes, pintora austríaca, una de les principals artistes de l'Anglaterra victoriana i pre-rafaelita (n. 1855).[37]
- 1930 - Cambridge (Massachusetts): Pauline Hopkins, novel·lista, periodista, dramaturga, historiadora i editora afroamericana (n. 1859).[38]
- 1940 - Cambridge, Anglaterra: Emma Turner, ornitòloga i fotògrafa d'ocells anglesa (n. 1867).[39]
- 1946 - Londres, Anglaterra: H.G. Wells, escriptor anglès molt conegut per les seves novel·les de ciència-ficció (n. 1866).
- 1955 - Nova York: Florence Easton, popular soprano dramàtica de la primera meitat del segle xx (n. 1882).[40]
- 1974 - Varsòvia: Maria Ossowska, sociòloga i filòsofa social polonesa (n. 1896).[41]
- 1984 - Moscou, Unió Soviètica: Tigran Petrossian, jugador d'escacs soviètic, Campió del món entre 1963 i 1969 (n. 1929).
- 1995 - K2, Pakistan: Alison Hargreaves, alpinista britànica que coronà l'Everest sense oxigen suplementari (n. 1962).[42]
- 1996 - Lisboa, Portugal: António de Spínola, militar i polític portuguès, va ser el 15è president de la República Portuguesa[19]
- 2001 - Madrid - Manuel Alvar López, filòleg, dialectòleg i catedràtic espanyol (n. 1923).
- 2009 - White Plains, Nova York: Les Paul, guitarrista de jazz nord-americà i pare de la guitarra elèctrica (n. 1915).
- 2016 - Bry-sur-Marne: Françoise Mallet-Joris, escriptora franco-belga (n. 1930).[43]
- 2017 - Madrid, Espanya: Basilio Martín Patino fou un director de cine espanyol.
- 2021 - Flagstaff, Estats Units: Carolyn Shoemaker, astrònoma nord-americana. Descobridora amb David H. Levy del cometa Shoemaker-Levy 9 (n. 1929).[44]

## Festes i commemoracions
- Nit de l'Albada a la vila d'Elx amb motiu de les festes patronals.

### Santoral[45]

#### Església Catòlica[46]
- Sants al Martirologi romà (2011): Hipòlit de Roma, màrtir (236); Poncià I, papa (236); Cassià d'Imola, màrtir (304); Antíoc de Lió, bisbe (ca. 500); Radegunda, reina (587); Màxim el Confessor, abat (662); Wigbert de Fritzlar, abat (736); Joan Berchmans, jesuïta (1621); Pierre Romançon, monjo (1862).
  - Beats: Gertrudis d'Altenberg, monja (1297); William Freeman, màrtir (1595); Patrick O'Healy, Conan O'Rourke, màrtirs (1579); Carlo Domenico Cristofori, caputxí (1699); Pierre Gabilhaud, màrtir (1794); Joan Agramunt, Josep Bonet i Nadal, màrtirs (1936); Modest Garcia i Martí, màrtir (1936); Secundino María Ortega García, Antonio Calvo Calvo, Antoni Maria Dalmau i Rosich, Juan Echarrius Vique, Pedro García Bemal, Hilario María Llorente Martín, Salvador Pigem i Serra, Javier Luis Bandrés Jiménez, Josep Brengaret i Pujol, Tomàs Capdevila i Miró, Esteve Casadevall i Puig, Eusebi Codina i Millà, Joan Codinachs i Tuneu, Ramon Novich i Rabionet, Josep Maria Ormo i Seró, Teodoro Ruiz de Larrinaga García, Juan Sánchez Munaerriz, Manuel Torras i Sais, Manuel Buil Lalucza, i Alfons Miquel i Garriga, màrtirs (1936); Josep Tàpies i Sirvant i sis companys màrtirs d'Urgell: Pasqual Araguàs i Guàrdia, Silvestre Arnau i Pasqüet, Josep Boher i Foix, Francesc Castells i Brenuy, Pere Martret i Moles, Josep-Joan Perot i Juanmartí, màrtirs (1936); Jakob Gapp, màrtir (1943).
- Sants: Concòrdia, Eusebi i Hipòlit de Roma, màrtirs (258); Cassià de Todi, màrtir (304); Zuentibold de Lotaríngia, rei (900); Ludolf de Corvey, abat (983); Laudulf d'Évreux.
- Beats: Gerold de Lübeck, bisbe (1163); Alois Bley, monjo màrtir (1904).
- Venerable Filomena Ferrer i Galceran, monja mínima.
- Venerats a l'Orde de la Mercè: sants Pedro de Santa María i Simón de Lara, màrtirs (1361).

#### Església Armènia
Corresponen als sants del 31 de juliol del calendari julià.
- 25 Hrotits: Eudòcim el Just de Capadòcia, abat; Gelasi, màrtir; Germà, bisbe; Julita de Cesarea, màrtir; Llúcia i Rixos de Campània i els seus companys màrtirs; Sabí de Cesarea, màrtir; Samuel i Abraham, preveres, deixebles de Leontenakh, màrtirs en Armènia.

#### Església Copta
Corresponen als sants del 31 de juliol del calendari julià.
- 7 Mesori: Concepció de la Mare de Déu; Timoteu II d'Alexandria, patriarca (477).

#### Església Ortodoxa Etíop
Corresponen als sants del 31 de juliol del calendari julià.
- 7 Nahase: Nā‘od, emperador d'Etiòpia (1508).

#### Església Ortodoxa Síria
Corresponen als sants del 30 de juliol del calendari julià.
- Sants: Silas i Silvà d'Antioquia, seguidors de Crist (s. I); Abdó i Senén, màrtirs; Adelf i Gai de Nisibis, màrtirs; Ciril d'Alexandria, patriarca (444); Teodosi II el Jove, emperador romà d'Orient (457); Anastasi I Dicor, emperador (518); Jacob d'Edessa el Vell, organitzador de l'Església Síria (578); Demòcrit, Secund i Dionís de Sinnada, màrtirs; Diòscor d'Alexandria, patriarca; Teodora, reina; Timoteu d'Alexandria, patriarca; Bar Hebraeus (1286).

#### Església Ortodoxa (segons el calendari julià)
- Se celebren els corresponents al 26 d'agost del calendari gregorià.

#### Església Ortodoxa (segons el calendari gregorià)
Corresponen als sants del 31 de juliol del calendari julià.
- Sants: Josep d'Arimatea, seguidor de Jesús (s. I); Julita de Cesarea, màrtir (304); 12 Màrtirs de Roma; Eudòcim de Capadòcia (ca. 840); Joan de Bulgària, exarca (900); Dionís de Vatopedi, màrtir (1822); Geràssim el Jove de Kaluga; Benjamin, Sergej, Jordi i Joan, màrtirs de Sant Petersburg (1922); Maksim, màrtir (1928); Ivan, Konstantin, Anna i Elisabet, màrtirs (1937); Vladímir, prevere màrtir (1937); Nikolai, prevere màrtir (1941); Vassilij de Kineixma, bisbe (1945).

##### Església Ortodoxa Grega
- Troballa de les relíquies de Felip apòstol a Xipre.

##### Església Ortodoxa de Geòrgia
- Arseni de Ninozminda, bisbe.

#### Esglésies luteranes
- Radegunda, reina dels francs; Florence Nightingale, infermera, reformadora social (1910); Paul Richter, rector (1942),

#### Esglésies anglicanes
- Jeremy Taylor, bisbe (1667); Florence Nightingale, infermera, reformadora social (1910); Octavia Hill, reformadora social (1912).